# 알다옌

알다옌의 위치

알다옌(영어: Al Daayen, 아랍어: الضعاين)은 카타르의 지방 자치체로 면적은 167.1km2, 인구는 24,772명(2010년 기준)이다. 북쪽으로는 알코르, 서쪽으로는 움살랄, 남쪽으로는 도하, 동쪽으로는 페르시아만과 접한다. 행정 중심지는 움카른이다.
신도시 지역인 루사일이 이 곳에 있다.